# دروازه آدینه
دروازه آدینه یکی از دروازه‌های ششگانه شهر تاریخی شوشتر است.
این دروازه یکی از شش دروازهٔ قدیمی شوشتر بوده‌است که در غرب شهر باز می‌شده‌است و هم‌اکنون آثار آن در کنار نهر داریون به جا مانده است. نام آدینه به این دلیل بر روی این دروازه گذاره شده‌است که روبه‌روی مسجد جامع شوشتر قرار داشته‌است.